# 흑석리역
흑석리역(Heukseok-ri station, 黑石里驛)은 대전광역시 서구 흑석동에 있는 호남선의 철도역이다. 인근 시멘트 공장 전용선이 부설되어 있다. 대전광역시 내에 위치해 있으나, 수요가 적어 여객 취급을 하지 않고 있다. 하지만 인근에 시멘트 사일로가 있어, 화물취급 및 신호와 운전 취급을 하고 있다. 하루에 약 2편의 화물열차가 왕복착발한다. 이 역은 충청권 광역철도의 정차역으로 계획되고 있다.

## 역사
- 1935년 6월 1일 : 무배치간이역으로 영업 개시[1]
- 1945년 6월 1일 : 보통역으로 승격[2]
- 1975년 7월 25일 : 현재 위치로 역사 이전 및 역사 신축
- 1977년 5월 1일 : 화물 취급 중지[3]
- 1983년 2월 1일 : 수소화물 취급 중지[4]
- 1989년 11월 12일 : 한일시멘트 전용선 부설
- 1991년 4월 20일 : 벌크양회 화물 한 화물 취급 지정[5]
- 1993년 4월 15일 : 비둘기호 승차권 발매 중지(차내취급)
- 2008년 12월 1일 : 여객 취급 중지